# 14526 Xenocrates
14526 Xenocrates è un asteroide della fascia principale. Scoperto nel 1997, presenta un'orbita caratterizzata da un semiasse maggiore pari a 2,4105750 UA e da un'eccentricità di 0,2219118, inclinata di 2,87933° rispetto all'eclittica.